# Mont Shokanbetsu
Le mont Shokanbetsu (暑寒別岳, Shokanbetsu-dake), également appelé Mashike Fuji (増毛富士), est la plus haute montagne des monts Shokanbetsudake, culminant à 1 492 m d'altitude à la limite entre les villes de Hokuryū, Shintotsukawa et Mashike en Hokkaidō au Japon.

## Géologie
Le mont Shokanbetsu est composé de roche volcanique mafique non-alcaline.